# César García Tirado
César García Tirado (Sopetrán, siglo XIX-Bogotá, 3 de abril de 1934) fue un político y militar colombiano, que se desempeñó como primer gobernador del efímero Departamento de Sonsón. 

## Biografía
Nació en Sopetrán, hijo del gobernador de Antioquia, Abraham García Rojas y de Cleotilde Tirado. Realizó sus estudios primarios en el Colegio Medellín. Se educó en la Escuela de Minas. 
Comenzó desde temprana edad su carrera militar, llegando a convertirse en general. Desempeñó múltiples cargos, entre ellos el de Visitador Fiscal de la Nación, recaudador del impuesto de cigarrillos y Administrador de Correos en Medellín. En 1909 se convirtió en gobernador del Departamento de Sonsón; si bien fue el primer gobernador titular, asumió el 20 de enero de 1909, tras más de tres meses de gobierno interino de Marcelino Uribe. Su mandato se extendió hasta agosto de 1909.
Tras haber sido gobernador, se desempeñó como Miembro de la Cámara de Representantes por Antioquia, entre 1915 y 1916. En este año fue nombrado como Inspector de Bancos en Medellín, ciudad de la cual llegaría a presidir su concejo. Fue fundador de la Sociedad de Mejoras Públicas de Medellín. También se desempeñó como administrador general de Correos en Bogotá durante el Gobierno de Pedro Nel Ospina.